# Sylvilagus nuttallii
O Coelho-de-Nuttall ou coelho-da-montanha (Sylvilagus nuttallii) é um leporídeo encontrado nos Estados Unidos e no Canadá.